# Beautiful Song
"Beautiful Song"는 라트비아의 가수 안마리의 노래로, 유로비전 송 콘테스트 2012의 참가곡이다.
이 노래는 유로비전 결승에 도달하지 못했다.